# Oblas-Leśniczówka
Oblas-Leśniczówka (prononciation : [ˈɔblas lɛɕniˈt͡ʂufka]) est une localité polonaise de la gmina de Przytyk dans le powiat de Radom de la voïvodie de Mazovie dans le centre-est de la Pologne.

## Histoire
De 1975 à 1998, le village appartenait administrativement à la voïvodie de Radom.